# Пеноблок
Пеноблок — строительный материал, производящийся из разновидности ячеистого бетона — пенобетона, который изготавливается из обычного цементного раствора, песка и воды с добавлением пенообразователя. Этот материал наряду с высокими тепло- и звукоизоляционными свойствами имеет низкие коэффициенты усадки и водопоглощения, обладает высокой пожароустойчивостью и устойчивостью к переменному замораживанию, оттаиванию.

## История
Пенобетон — сравнительно новый материал; если кирпичу 3000 лет, то ему не более 100. Это искусственный пористый камень, способный плавать в воде, отвечающий всем требованиям нормативных документов, предъявляемым к строительным материалам, по прочности, деформативности, морозостойкости, его теплозащитные свойства в 2—3 раза выше, чем у кирпича. Последние годы характеризуются новым всплеском интереса к ячеистому бетону. Это обусловлено двумя причинами: ужесточением норм в отношении требований теплозащиты строительных элементов и новыми достижениями в технологии и конструировании ячеисто бетонных изделий.
Пенобетон создаётся путём добавления пенообразователя в раствор, состоящий, как правило, из смеси цемента, воды и песка. Но некоторые производители добавляют в смесь фибру, глину, золу, и прочего. Пенообразователь бывает синтетическим и органическим (белковым).
Синтетический — недорогой и неприхотливый в производстве, но пеноблоки из него получаются менее качественными и прочными. Пеноблок с применением данного пенообразователя получается более прочным, за счёт того, что пена лучше связывается с раствором, межпоровая перегородка толще.
Пенобетон создаётся путём равномерного распределения пузырьков воздуха по всей массе бетона. Его следует отличать от газобетона. Пенобетон получается не при помощи химических реакций, а при помощи механического перемешивания предварительно приготовленной пены с бетонной смесью.
Обычно пеноблок изготавливают либо путём нарезки монолита из ячеистого бетона на блоки необходимого размера, либо методом заливки форм требуемого размера.

## Классификация
В зависимости от плотности, различают следующие марки пенобетона:
- Теплоизоляционный: D300, D350, D400, D500;
- Конструкционно-теплоизоляционный: D500, D600, D700, D800, D900;
- Конструкционный: D1000, D1100, D1200;